# Trentepohlia (Mongoma) majuscula
Trentepohlia (Mongoma) majuscula is een tweevleugelige uit de familie steltmuggen (Limoniidae). De soort komt voor in het Oriëntaals gebied.